# Vénus et l'Amour voleur de miel
Vénus et l'Amour voleur de miel est un tableau réalisé vers 1535 par le peintre de la Renaissance allemande Lucas Cranach l'Ancien. Cette huile sur bois est une peinture mythologique qui représente la déesse Vénus et son fils Cupidon nus près d'un arbre dans le tronc duquel le jeune Amour a trouvé un rayon de miel, ce qui lui vaut d'être désormais assailli par des abeilles. Léguée par le collectionneur Émile Peyre en 1905, cette œuvre est conservée au musée des Arts décoratifs, à Paris, en France, mais il en existe de nombreuses autres versions ailleurs dans le monde, notamment à la National Gallery de Londres, au Royaume-Uni.

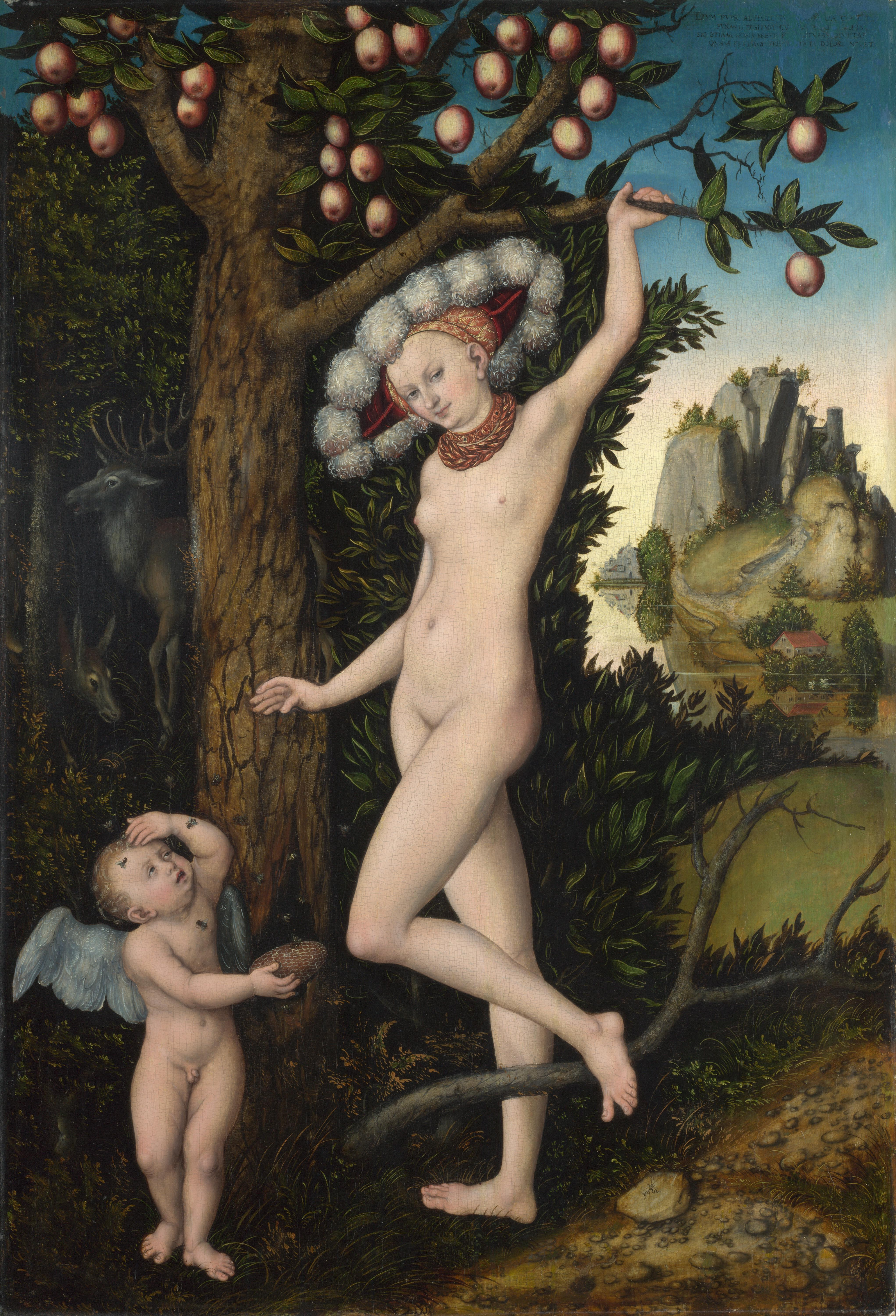
Vénus avec Cupidon voleur de miel, 1526-1527 – National Gallery, Londres.
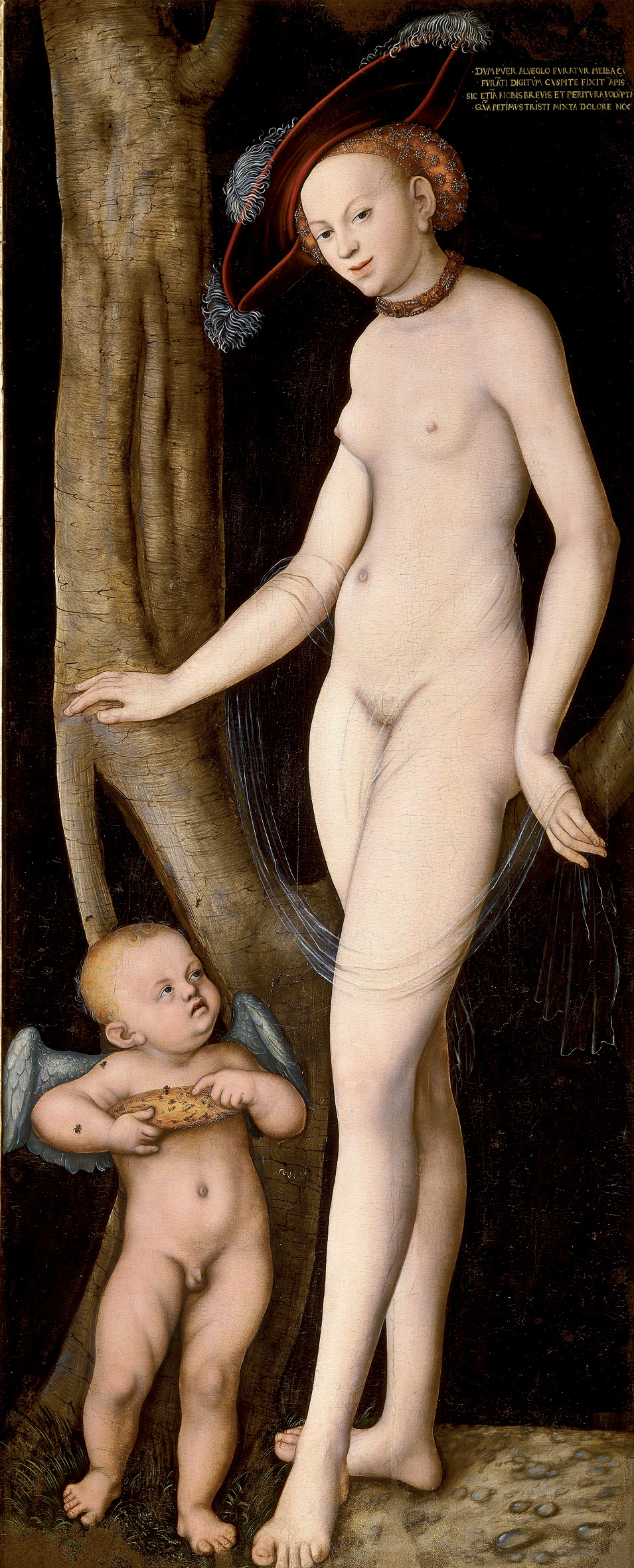
Vénus avec Cupidon voleur de miel, vers 1531 – Galerie Borghèse, Rome.
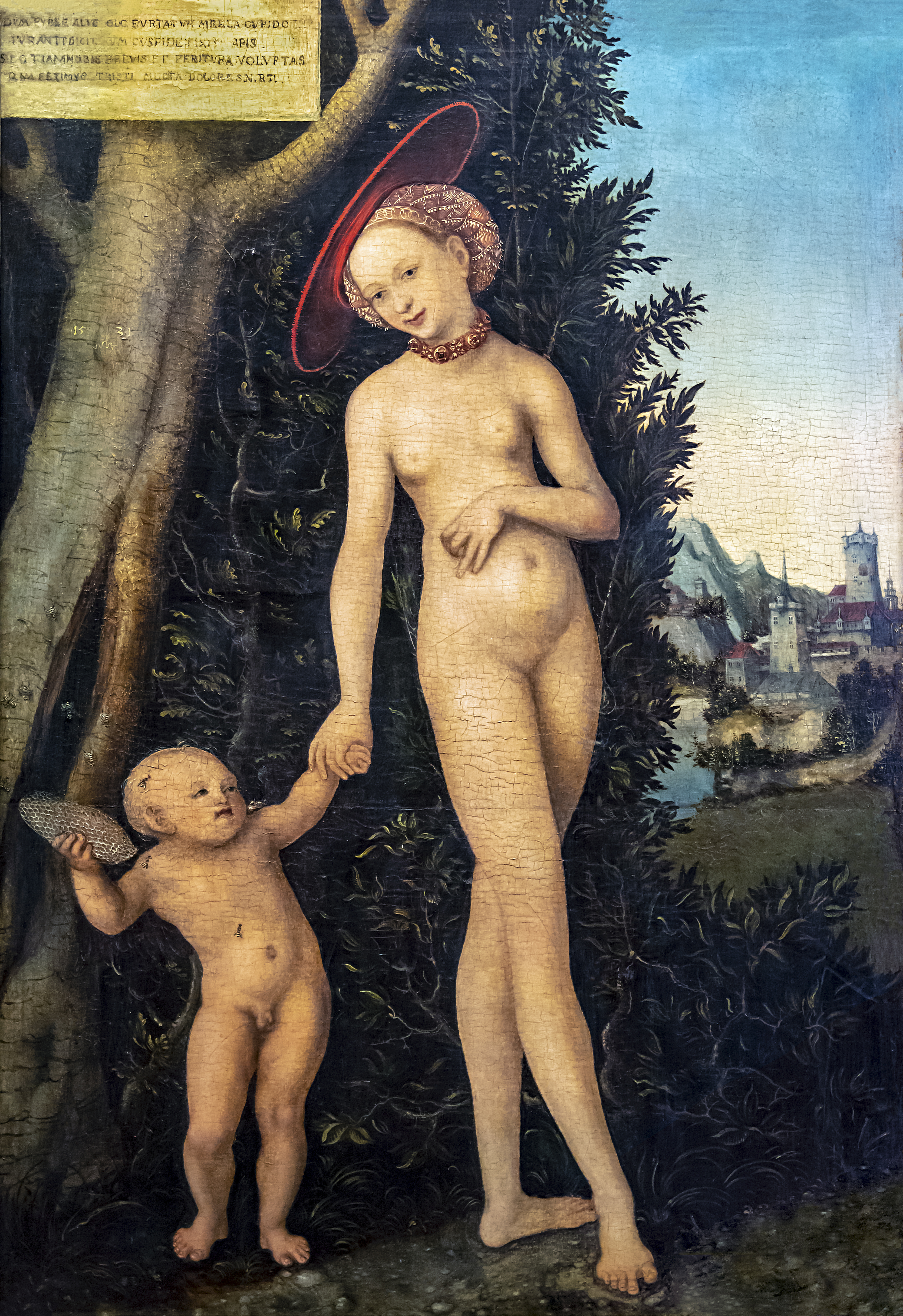
Vénus et Cupidon volant du miel, 1531 – Fondation Bemberg, Toulouse.